# 陸軍元帥 (イギリス)
イギリスにおける陸軍元帥（英:Field Marshal）は、イギリス陸軍の最上位階級である。NATOコードのOF-10に対応する5つ星階級であり、イギリス海軍の海軍元帥やイギリス空軍の空軍元帥と同等である。陸軍元帥の階級章は、聖エドワード王冠の下に黄色の葉で囲まれた元帥杖2本で記される。空軍元帥や海軍元帥同様、半給制度にかかわらず陸軍元帥は伝統的に終身である 。元帥は歴史上散発的に任命され、18-19世紀には（全元帥が死亡したため）任官者のいない期間もあった。第二次世界大戦後、帝国総参謀長（Chief of the Imperial General Staff。後に総参謀長に改称）を在任最終日に任命することが慣例となった。また、イギリス軍全体の制服組トップである統合参謀総長は、通例その任命時に元帥に昇進する。
1736年の制定以来、これまでに計141人が陸軍元帥に任命された。その大半はイギリス陸軍またはイギリス領インド陸軍で軍務につき、昇進を経て最終的に元帥となった。イギリス王室の数名、最近では ケント公エドワードやチャールズ3世が短期間の軍務後に元帥に任命された。国王のうちエドワード7世とチャールズ3世は即位時に既に元帥であったが、ジョージ5世、エドワード8世、ジョージ6世の3人は、国王即位時に元帥となった。そして2人の王配、ザクセン＝コーブルク＝ゴータ公子アルバートとエディンバラ公フィリップは結婚した女王により元帥に任命された。元帥は外交行為として儀礼的に任命されることもある。他国の君主12人が元帥となったが、ドイツ皇帝ヴィルヘルム2世、オーストリア皇帝フランツ1世、昭和天皇は両世界大戦でイギリスと同盟国の敵国となったことで、元帥位を剥奪された。その他、フランス人1人（フェルディナン・フォッシュ）とオーストラリア人1人（トーマス・ブレーミー）が第一次・第二次世界大戦での貢献に対し、そして政治家1人（ヤン・スマッツ）が元帥に任命された。
1995年にイギリス国防省が依頼した報告書で、軍の予算の削減に関する多くの勧告が行なわれ、その中に5つ星の廃止もあった。その根拠には、元帥位がその指揮する部隊の規模に対して不釣り合いであり、アメリカ合衆国をはじめとする緊密な同盟国では、そのような階級が既に使われていないことがあった（アメリカには元帥位は現存するが、オマール・ブラッドレー陸軍元帥以降は新たな任官者なし）。この勧告は全てが採用されなかったが、参謀長を5つ星に昇進させる慣習は廃止され、現在は特別な場合にのみ任命されることになっている。現役軍人として最後に昇進したのは、1994年のピーター・イング男爵である。イングは1997年に統合参謀総長を辞任したが、後任のチャールズ・ガスリーは統合参謀総長就任時に元帥昇進しない最初の人物となった。
近年では、2012年にエリザベス2世が、イギリス軍の最高指揮官である女王を支える表彰としてチャールズ皇太子を陸海空三軍の元帥に任命した。同時に、2001年に統合参謀総長を辞任し現役引退していたガスリーも名誉陸軍元帥に任命された。そして2014年6月には、前統合参謀総長のマイケル・ウォーカーが名誉陸軍元帥に任命された。
イギリス海兵隊では元帥の階級は使用されていないが、陸軍元帥の階級章は、儀礼上の軍団長（名誉連隊長と同等）であるイギリス海兵隊総司令官の制服に使われている。

## 階級章

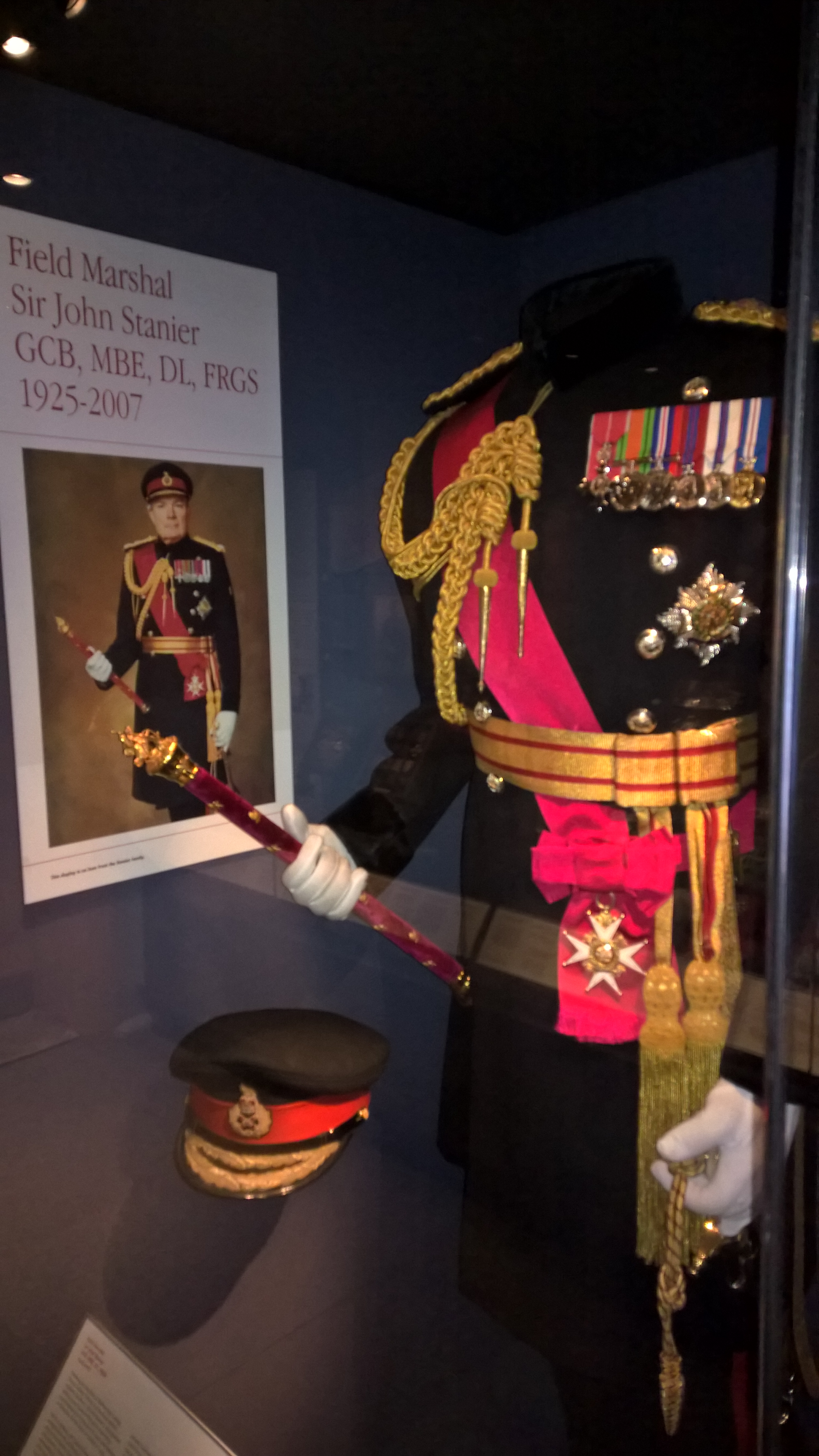
エディンバラ城ロイヤルスコッツ近衛竜騎兵連隊博物館に展示されている陸軍元帥の制服と元帥杖

陸軍元帥の階級章は、オークの葉の輪の中にある2本の交差した元帥杖と上部の王冠で構成される。歴史的にイギリスの影響下にあった他のいくつかの国では、この階級章を改変したものが使用されており、王冠の代わりに文化や国の象徴で置き換えられているものもある。元帥は任命時に、公式の場で所持できる先端が金製の元帥杖を受け取る。

## 陸軍元帥の一覧

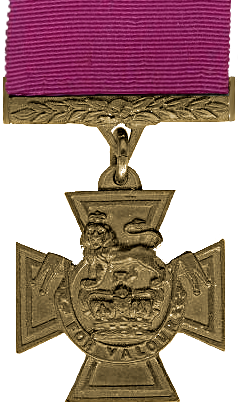
陸軍元帥のうち4名はイギリス最高の勲章であるヴィクトリア十字章を受章している。

陸軍元帥の大多数がイギリス軍の職業軍人であり、11名がイギリス領インド陸軍の軍人である。少なくとも57名の陸軍元帥が戦場で負傷し、うち27名は複数回負傷した。そして8名が捕虜となった経歴がある。ウェリントン公爵が元帥に昇進したビトリアの戦いに従軍した者のうち15名が後に元帥となり、ワーテルローの戦いでウェリントンの下、戦った者のうち10名が元帥に昇進した。しかし戦場で指揮を執ったことがあるのは38名だけであり、12名は陸軍総司令官（1904年以前の陸軍トップ）あるいは帝国総参謀長を務めた。
4人の陸軍元帥、イブリン・ウッド、ジョージ・ホワイト、フレデリック・ロバーツ、ゴート子爵ジョン・ヴェレカーは、元帥昇進前に、戦場での武勲に対する最高かつ著名な報奨である ヴィクトリア十字章(VC)を授与されている。ウッドは戦傷が多いことで有名であり、1858年に、インドの反乱に対する攻撃と、他の反乱グループの密告者を救出したことでヴィクトリア十字章を授与された。騎兵指揮官のホワイトは1879年にアフガニスタンで敵の大砲に対し2回の突撃を行い、グレナディアガーズのゴートは1918年に第一次世界大戦で重傷を負いつつ攻撃を指揮した。ロバーツはインド大反乱での功績に対しヴィクトリア十字章を授与された。
王族以外で最年少で元帥となったのは、44歳で昇進したウェリントンである。ドロヘダ侯爵チャールズ・ムーアは最年長、91歳で元帥に昇進した。ほか23名が80歳代で元帥に昇進している。また、ウェリントンは複数の大臣に就いただけでなく首相となった唯一の陸軍元帥である。
これまで、騎兵連隊、歩兵連隊、ロイヤル機甲軍団、ロイヤル砲兵連隊、ロイヤル工兵連隊のいずれにも所属歴がなく陸軍元帥に昇進した者はいない。外国の軍人は、フランスのフェルディナン・フォッシュとオーストラリアのトーマス・ブラミーの2名だけが、第一次世界大戦と第二次世界大戦での貢献を表彰して陸軍元帥に任命された。ウィリアム・ロバート・ロバートソンは唯一、一兵卒から元帥まで昇進した。
| 名前                                                       | 連隊                                                            | 肖像                                    | 生誕         | 死去 | 任命日         |
| ---------------------------------------------------------- | --------------------------------------------------------------- | --------------------------------------- | ------------ | ---- | -------------- |
| オークニー伯爵ジョージ・ダグラス＝ハミルトン               | ロイヤル歩兵連隊                                                | George Douglas-Hamilton                 | 1666         | 1737 | 1736年1月12日  |
| アーガイル公爵ジョン・キャンベル                           | アーガイル伯爵歩兵連隊                                          | John Campbell                           | 1680         | 1743 | 1736年1月14日  |
| シャノン子爵リチャード・ボイル                             | ホースガーズ連隊                                                | Richard Boyle                           | 1674         | 1740 | 1739年7月2日   |
| モンタンドル侯爵フランソワ・ド・ラ・ロシュフコー           |                                                                 | Crest of the De La Rochefoucauld family | 1672         | 1739 | 1739年7月2日   |
| ステア伯爵ジョン・ダルリンプル                             | 第26 (カメロニアン) 歩兵連隊                                    | John Dalrymple                          | 1673         | 1747 | 1742年5月18日  |
| コバム子爵リチャード・テンプル                             | 第6歩兵連隊                                                     | Richard Temple                          | 1669         | 1749 | 1742年12月14日 |
| ジョージ・ウェイド                                         | バス伯爵連隊                                                    | George Wade                             | 1673         | 1748 | 1742年12月14日 |
| 準男爵サー・ロバート・リッチ                               | グレナディアガーズ (第1近衛歩兵)                                |                                         | 1685         | 1768 | 1757年11月28日 |
| モールスワース子爵リチャード・モールスワース               | ロイヤル・スコッツ連隊                                          | Richard Molesworth                      | 1680         | 1758 | 1757年11月29日 |
| リゴニエ伯爵ジョン・リゴニエ                               | 第10歩兵連隊                                                    | John Ligonier                           | 1680         | 1770 | 1757年11月30日 |
| ティローリー男爵ジェームズ・オハラ                         | 第39 (ドーゼットシャー) 歩兵連隊                                | James O'Hara                            | 1690         | 1773 | 1763年6月1日   |
| ヘンリー・シーモア・コンウェイ                             | 第5ロイヤル・アイリッシュ槍騎兵連隊                             | Henry Seymour Conway                    | 1721         | 1794 | 1793年10月12日 |
| グロスター＝エディンバラ公爵ウィリアム・ヘンリー王子       | 第13歩兵連隊                                                    | Prince William Henry                    | 1743         | 1805 | 1793年10月12日 |
| サー・ジョージ・ハワード                                   | 第24歩兵連隊                                                    | George Howard                           | 1720         | 1796 | 1793年10月12日 |
| ヨーク＝オールバニ公爵フレデリック王子                     | グレナディアガーズ                                              | Prince Frederick                        | 1763         | 1827 | 1795年2月10日  |
| アーガイル公爵ジョン・キャンベル                           | ロイヤル・スコッツ・フュージリアーズ連隊                        | John Campbell                           | 1723         | 1806 | 1796年7月30日  |
| アマースト男爵ジェフリー・アマースト                       | グレナディアガーズ                                              | Jeffery Amherst                         | 1717         | 1797 | 1796年7月30日  |
| ハワード・ド・ウォールデン男爵ジョン・グリフィン           | スコッツガーズ                                                  | John Griffin                            | 1719         | 1797 | 1796年7月30日  |
| スタッドホルム・ホジソン                                   | グレナディアガーズ                                              | Studholme Hodgson                       | 1708         | 1798 | 1796年7月30日  |
| タウンゼンド侯爵ジョージ・タウンゼンド                     | 第7女王直属軽騎兵連隊                                           | George Townshend                        | 1724         | 1807 | 1796年7月30日  |
| ロード・フレデリック・キャヴェンディッシュ                 | コールドストリームガーズ                                        |                                         | 1729         | 1803 | 1796年7月30日  |
| リッチモンド公爵チャールズ・レノックス                     | コールドストリームガーズ                                        | Charles Lennox                          | 1735         | 1806 | 1796年7月30日  |
| ケント＝ストラサーン公爵エドワード・オーガスタス王子       | ロイヤル・フュージリアーズ連隊                                  | Prince Edward                           | 1767         | 1820 | 1805年9月5日   |
| ウェリントン公爵アーサー・ウェルズリー                     | 第33歩兵連隊                                                    | Arthur Wellesley                        | 1769         | 1852 | 1813年6月21日  |
| カンバーランド＝テビオット公爵アーネスト・オーガスタス王子 | — (王族。後にハノーファー王)                                    | Ernest Augustus I                       | 1771         | 1851 | 1813年11月6日  |
| ケンブリッジ公爵アドルファス王子                           | ハノーファーガーズ                                              | Prince Adolphus                         | 1774         | 1850 | 1813年11月26日 |
| グロスター＝エディンバラ公爵ウィリアム・フレデリック王子   | スコッツガーズ                                                  | Prince William Frederick                | 1776         | 1834 | 1816年5月24日  |
| ザクセン＝コーブルク＝ゴータ公子レオパード                 | — (王族。後にベルギー王)                                        | Leopold I                               | 1790         | 1865 | 1816年5月24日  |
| ドロヘダ侯爵チャールズ・ムーア                             | 第12竜騎兵連隊                                                  | Charles Moore                           | 1730         | 1821 | 1821年7月19日  |
| ハーコート伯爵ウィリアム・ハーコート                       | グレナディアガーズ                                              | William Harcourt                        | 1743         | 1830 | 1821年7月19日  |
| サー・オーレッド・クラーク                                 | 第50 (女王直属) 歩兵連隊                                        | Alured Clarke                           | 1745         | 1832 | 1830年7月22日  |
| サー・サミュエル・フルス                                   | グレナディアガーズ                                              | Samuel Hulse                            | 1747 or 1748 | 1837 | 1830年7月22日  |
| ザクセン＝コーブルク＝ゴータ公子アルバート                 | — (王族)                                                        | Prince Albert                           | 1819         | 1861 | 1840年2月8日   |
| ウィレム2世                                                | — (オランダ王)                                                  | William II                              | 1792         | 1847 | 1845年7月28日  |
| 準男爵サー・ジョージ・ニュージェント                       | 第39 (ドーゼットシャー) 歩兵連隊                                |                                         | 1757         | 1849 | 1846年11月9日  |
| トマス・グローブナー                                       | グレナディアガーズ                                              | Thomas Grosvenor                        | 1764         | 1851 | 1846年11月9日  |
| アングルシー侯爵ヘンリー・パジェット                       | 第80歩兵連隊 (スタッフォードシャー・ボランティアーズ)           | Henry Paget                             | 1768         | 1854 | 1846年11月9日  |
| ラグラン男爵フィッツロイ・サマセット                       | 第4軽竜騎兵連隊                                                 | FitzRoy Somerse                         | 1788         | 1855 | 1854年11月5日  |
| コンバーミア子爵ステイプルトン・コットン                   | 第23歩兵連隊                                                    | Stapleton Cotton                        | 1773         | 1865 | 1855年10月2日  |
| ストラフォード伯爵ジョン・ビング                           | 第33歩兵連隊                                                    | Stapleton Cotton                        | 1772         | 1860 | 1855年10月2日  |
| ハーディング子爵ヘンリー・ハーディング                     | クイーンズ・レンジャーズ                                        | Henry Hardinge                          | 1785         | 1856 | 1855年10月2日  |
| シートン男爵ジョン・コルボーン                             | イーストデボンシャー連隊                                        | John Colborne                           | 1779         | 1863 | 1860年4月1日   |
| サー・エドワード・ブレイクニー                             | 第99歩兵連隊                                                    |                                         | 1778         | 1868 | 1862年11月9日  |
| ゴフ子爵ヒュー・ゴフ                                       | シーフォース・ハイランダーズ連隊                                | Hugh Gough                              | 1779         | 1869 | 1862年11月9日  |
| ケンブリッジ公爵ジョージ王子                               | 第12ロイヤル槍騎兵連隊                                          | Prince George                           | 1819         | 1904 | 1862年11月9日  |
| クライド男爵コリン・キャンベル                             | 第9 (イーストノーフォーク) 歩兵連隊                             | Colin Campbell                          | 1792         | 1863 | 1862年11月9日  |
| サー・アレグザンダー・ジョージ・ウッドフォード             | 第9 (イーストノーフォーク) 歩兵連隊                             | Alexander Woodford                      | 1782         | 1870 | 1868年1月1日   |
| サー・ウィリアム・メイナード・ゴム                         | 第9 (イーストノーフォーク) 歩兵連隊                             | William Gomm                            | 1784         | 1875 | 1868年1月1日   |
| サー・ヒュー・ダーリンプル・ロス                           | ロイヤル砲兵連隊                                                | Hew Ross                                | 1779         | 1868 | 1868年1月1日   |
| サー・ジョン・フォックス・バーゴイン                       | ロイヤル工兵連隊                                                | John Burgoyne                           | 1782         | 1871 | 1868年1月1日   |
| 準男爵サー・ジョージ・ポロック                             | ベンガル砲兵連隊                                                | George Pollock                          | 1786         | 1872 | 1870年5月24日  |
| サー・ジョン・フォースター・フィッツジェラルド             | — (退役)                                                        |                                         | 1785         | 1877 | 1875年5月29日  |
| ツィードデール侯爵ジョージ・ヘイ                           | グレナディアガーズ                                              | George Hay                              | 1787         | 1876 | 1875年5月29日  |
| エドワード7世                                              | — (王族)                                                        | Edward VII                              | 1841         | 1910 | 1875年5月29日  |
| サー・ウィリアム・ローワン                                 | 第52 (オクスフォードシャー) 歩兵連隊                            | William Rowan                           | 1789         | 1879 | 1877年6月2日   |
| サー・チャールズ・ヨーク                                   | 第35 (ロイヤル・サセックス) 歩兵連隊                            | Charles Yorke                           | 1790         | 1880 | 1877年6月2日   |
| ストラスネイアン男爵ヒュー・ローズ                         | 第93 (サザーランド・ハイランダーズ) 歩兵連隊                    | Hugh Rose                               | 1801         | 1885 | 1877年6月2日   |
| マグダラのネイピア男爵ロバート・ネイピア                   | ベンガル工兵グループ                                            | Robert Napier                           | 1810         | 1890 | 1883年1月1日   |
| サー・パトリック・グラント                                 | 第11ベンガル先住民歩兵連隊                                      | Patrick Grant                           | 1804         | 1895 | 1883年6月24日  |
| サー・ジョン・ミッチェル                                   | 第64 (第2スタッフォードシャー) 歩兵連隊                         | John Michel                             | 1804         | 1886 | 1886年3月27日  |
| サー・リチャード・ダクレス                                 | ロイヤル砲兵連隊                                                | Richard Dacres                          | 1799         | 1886 | 1886年3月27日  |
| ロード・ウィリアム・ポーレット                             | 第85歩兵連隊 (バックス・ボランティアーズ)                       | William Paulet                          | 1804         | 1893 | 1886年7月10日  |
| ルーカン伯爵ジョージ・ビンガム                             | 第6歩兵連隊                                                     |                                         | 1800         | 1888 | 1887年6月21日  |
| サー・リントーン・シモンズ                                 | ロイヤル工兵連隊                                                | Lintorn Simmons                         | 1821         | 1903 | 1890年5月21日  |
| サー・フレデリック・ヘインズ                               | 第4歩兵連隊                                                     | Frederick Haines                        | 1818         | 1909 | 1890年5月21日  |
| 準男爵サー・ドナルド・ステュアート                         | 第9ベンガル先住民歩兵連隊                                       | Donald Stewart                          | 1824         | 1900 | 1894年5月26日  |
| ウーズリー子爵ガーネット・ウーズリー                       | 第12歩兵連隊                                                    | Garnet Wolseley                         | 1833         | 1913 | 1894年5月26日  |
| ロバーツ伯爵フレデリック・ロバーツ、VC                     | ベンガル砲兵連隊                                                | Frederick Roberts                       | 1832         | 1914 | 1895年5月25日  |
| プリンス・エドワード・オブ・サックス＝ワイマール           | 第67 (サウスハンプシャー) 歩兵連隊                              | Prince Edward                           | 1823         | 1902 | 1897年6月22日  |
| サー・ネヴィル・ボウルズ・チェンバレン                     | 第55ベンガル先住民歩兵連隊                                      | Neville Chamberlain                     | 1820         | 1902 | 1900年4月25日  |
| ヴィルヘルム2世                                            | — (ドイツ皇帝)                                                  | Wilhelm II                              | 1859         | 1941 | 1901年1月27日  |
| サー・ヘンリー・ワイリー・ノーマン                         | 第1ベンガル先住民歩兵連隊                                       | Henry Norman                            | 1826         | 1904 | 1902年6月26日  |
| コノート・ストラスアーン公爵アーサー王子                   | ロイヤル工兵連隊                                                | Prince Arthur                           | 1850         | 1942 | 1902年6月26日  |
| サー・イブリン・ウッド、VC                                 | 第13軽竜騎兵連隊                                                | Evelyn Wood                             | 1838         | 1919 | 1903年4月8日   |
| サー・ジョージ・ホワイト、VC                               | 第27 (イニスキリング) 歩兵連隊                                  | George White                            | 1835         | 1912 | 1903年4月8日   |
| フランツ・ヨーゼフ1世                                      | — (オーストリア皇帝、ハンガリー王)                              | Franz Joseph I                          | 1830         | 1916 | 1903年9月1日   |
| グレンフェル男爵フランシス・グレンフェル                   | 国王ロイヤルライフル軍団                                        | Francis Grenfell                        | 1841         | 1925 | 1908年4月11日  |
| チャールズ・ヘンリー・ブラウンロー                         | 第51シーク連隊 (フロンティアフォース)                           | Charles Brownlow                        | 1831         | 1916 | 1908年6月20日  |
| キッチナー伯爵ホレイショ・ハーバート・キッチナー           | ロイヤル工兵連隊                                                | Herbert Kitchener                       | 1850         | 1916 | 1909年9月10日  |
| ジョージ5世                                                | ロイヤル・ウェールズ・フュージリア連隊 — (王族)                 | George V                                | 1865         | 1936 | 1910年5月7日   |
| メシュエン男爵ポール・メシュエン                           | スコッツガーズ                                                  | Paul Methuen                            | 1845         | 1932 | 19 June 1911   |
| ニコルソン男爵ウィリアム・ニコルソン                       | ロイヤル工兵連隊                                                |                                         | 1845         | 1918 | 1911年6月19日  |
| イープル伯爵ジョン・フレンチ                               | 第8国王ロイヤル・アイリッシュ軽騎兵連隊                         | John French                             | 1852         | 1925 | 1913年6月3日   |
| ニコライ2世                                                | — (ロシア皇帝)                                                  | Nicholas II                             | 1868         | 1918 | 1916年1月1日   |
| ヘイグ伯爵ダグラス・ヘイグ                                 | 第7女王直属軽騎兵連隊                                           | Douglas Haig                            | 1861         | 1928 | 1917年1月1日   |
| サー・チャールズ・エガートン                               | 第31 (ハンティンドンシャー) 歩兵連隊                            | Sir Charles Egerton                     | 1848         | 1921 | 1917年3月16日  |
| 大正天皇                                                   | — (大日本帝国天皇)                                              | Taishō                                  | 1879         | 1926 | 1918年1月1日   |
| フェルディナン・フォッシュ                                 | 第35砲兵連隊 – (フランス軍)                                     | Ferdinand Foch                          | 1851         | 1929 | 1919年7月19日  |
| プラマー子爵ハーバート・プラマー                           | ヨーク・ランカスター連隊                                        | Herbert Plumer                          | 1857         | 1932 | 1919年7月31日  |
| アレンビー子爵エドムンド・アレンビー                       | 第6 (イニスキリング) 竜騎兵連隊                                 | Edmund Allenby                          | 1861         | 1936 | 1919年7月31日  |
| 準男爵サー・ヘンリー・ヒューズ・ウィルソン                 | ライフル旅団 (王配直属)                                         | Henry Wilson                            | 1864         | 1922 | 1919年7月31日  |
| 準男爵サー・ウィリアム・ロバート・ロバートソン             | 第3近衛竜騎兵連隊                                               | William Robertson                       | 1860         | 1933 | 1920年3月29日  |
| サー・アーサー・バレット                                   | 第44（イーストエセックス）歩兵連隊                              | Arthur Barrett                          | 1857         | 1926 | 1921年4月12日  |
| アルベール1世                                              | — (ベルギー王)                                                  | Albert I                                | 1875         | 1934 | 1921年7月4日   |
| バードウッド男爵ウィリアム・バードウッド                   | ロイヤル・スコット・フュージリアーズ連隊                        | William Birdwood                        | 1865         | 1951 | 1925年3月20日  |
| サー・クラウド・ジェイコブ                                 | ウスターシャー連隊                                              | Claud Jacob                             | 1863         | 1948 | 1926年11月30日 |
| ミルン男爵ジョージ・ミルン                                 | ロイヤル砲兵連隊                                                |                                         | 1866         | 1948 | 1928年1月30日  |
| アルフォンソ13世                                           | — (スペイン王)                                                  | Alfonso XIII                            | 1886         | 1941 | 1928年6月3日   |
| 昭和天皇                                                   | — (大日本帝国天皇)                                              | Hirohito                                | 1901         | 1989 | 1928年6月26日  |
| ヴィミのビング子爵ジュリアン・ビング                       | 国王ロイヤルライフル軍団                                        | Julian Byng                             | 1861         | 1935 | 17 July 1932   |
| キャバン伯爵ルドルフ・ランバート                           | グレナディアガーズ                                              | Rudolph Lambart                         | 1865         | 1946 | 1932年10月31日 |
| チェットゥッド男爵フィリップ・チェットゥッド               | オクスフォードシャー・バッキンガムシャー軽歩兵連隊              | Philip Chetwode                         | 1869         | 1950 | 1933年2月13日  |
| サー・アーチボールド・モントゴメリー＝マッシングバード     | ロイヤル砲兵連隊                                                | Archibald Montgomery-Massingberd        | 1871         | 1947 | 1935年6月7日   |
| エドワード8世                                              | — (王族)                                                        | Edward VIII                             | 1894         | 1972 | 1936年1月21日  |
| サー・シリル・デヴェレル                                   | ウエストヨークシャー連隊                                        |                                         | 1874         | 1947 | 1936年5月15日  |
| ジョージ6世                                                | — (王族)                                                        | George VI                               | 1895         | 1952 | 1936年12月12日 |
| アイアンサイド男爵エドムンド・アイアンサイド               | ロイヤル砲兵連隊                                                | Edmund Ironside                         | 1880         | 1959 | 1940年7月20日  |
| ヤン・スマッツ                                             | — (南アフリカ軍)                                                | Jan Smuts                               | 1870         | 1950 | 1941年5月24日  |
| サー・ジョン・ディル                                       | プリンス・オブ・ウェールズ・レンスター連隊                      | John Dill                               | 1881         | 1944 | 1941年11月18日 |
| ゴート子爵ジョン・ヴェレカー、VC                           | グレナディアガーズ                                              | John Vereker                            | 1886         | 1946 | 1943年1月1日   |
| ウェーヴェル伯爵アーチボルド・ウェーヴェル                 | ブラックウォッチ                                                | Archibald Wavell                        | 1883         | 1950 | 1943年1月1日   |
| アランブルック子爵アラン・ブルック                         | ロイヤル砲兵連隊                                                | Alan Brooke                             | 1883         | 1963 | 1 January 1944 |
| チュニスのアレグザンダー伯爵ハロルド・アレグザンダー       | アイリッシュガーズ                                              | Harold Alexander                        | 1891         | 1969 | 1944年6月4日   |
| アラメインのモントゴメリー子爵バーナード・モントゴメリー   | ロイヤルウォリックシャー連隊                                    | Bernard Montgomery                      | 1887         | 1976 | 1944年9月1日   |
| ウィルソン男爵ヘンリー・メイトランド・ウィルソン           | ライフル旅団 (王配所属)                                         | Henry Maitland Wilson                   | 1881         | 1964 | 1944年12月29日 |
| サー・クロード・オーキンレック                             | 第62パンジャブ連隊 (イギリス領インド陸軍)                       | Claude Auchinleck                       | 1884         | 1981 | 1946年6月1日   |
| スリム子爵ウィリアム・スリム                               | ロイヤルウォリックシャー連隊                                    | William Slim                            | 1891         | 1970 | 1948年1月4日   |
| サー・トーマス・ブレーミー                                 | — (オーストラリア軍)                                            | Thomas Blamey                           | 1884         | 1951 | 1950年6月8日   |
| エディンバラ公爵フィリップ                                 | 海軍 – (王族)                                                   | Prince Philip                           | 1921         | 2021 | 1953年1月15日  |
| ペザートンのハーディング男爵ジョン・ハーディング           | サマセット軽歩兵連隊                                            | John Harding                            | 1896         | 1989 | 1953年7月21日  |
| グロスター公爵ヘンリー王子                                 | 国王ロイヤルライフル軍団                                        | Prince Henry                            | 1900         | 1974 | 1955年3月31日  |
| サー・ジェラルド・テンプラー                               | ロイヤル・アイリッシュ・フュージリアーズ連隊                    | Gerald Templer                          | 1898         | 1979 | 1956年11月27日 |
| サー・フランシス・フェスティング                           | ライフル旅団 (王配直属)                                         | Francis Festing                         | 1902         | 1976 | 1960年9月1日   |
| マヘンドラ                                                 | — (ネパール王)                                                  | Mahendra of Nepal                       | 1921         | 1972 | 1962年10月17日 |
| ハイレ・セラシエ1世                                        | — (エチオピア皇帝)                                              | Haile Selassie I                        | 1892         | 1975 | 1965年1月20日  |
| サー・リチャード・ハル                                     | 第17/第21槍騎兵連隊                                             |                                         | 1907         | 1989 | 1965年2月8日   |
| サー・ジェームス・カッセルズ                               | シーフォース・ハイランダーズ連隊                                |                                         | 1907         | 1996 | 1968年2月29日  |
| ジョフリー・ベーカー                                       | ロイヤル砲兵連隊                                                | Sir Geoffrey Baker                      | 1912         | 1980 | 1971年1月31日  |
| マイケル・カーヴァー (カーヴァー男爵)                      | ロイヤル戦車軍団                                                |                                         | 1915         | 2001 | 1973年7月18日  |
| ローランド・ギブズ                                         | 国王ロイヤルライフル軍団                                        |                                         | 1921         | 2004 | 1979年7月13日  |
| ビレンドラ                                                 | — (ネパール王)                                                  | Birendra of Nepal                       | 1945         | 2001 | 1980年11月18日 |
| エドウィン・ブラモール                                     | 国王ロイヤルライフル軍団                                        | Edwin Bramall                           | 1923         | 2019 | 1982年1月1日   |
| サー・ジョン・スタナー                                     | 第7女王直属軽騎兵連隊                                           |                                         | 1925         | 2007 | 1985年7月10日  |
| ナイジェル・バッグナル                                     | グリーン・ハワーズ連隊                                          |                                         | 1927         | 2002 | 1988年9月9日   |
| コールシルのヴィンセント男爵リチャード・ヴィンセント       | ロイヤル砲兵連隊                                                |                                         | 1931         | 2018 | 1991年4月2日   |
| サー・ジョン・チャップル                                   | 国王エドワード7世直属第2グルカ・ライフル連隊 (サームーライフル) |                                         | 1931         | 2022 | 1992年2月14日  |
| ケント公爵エドワード王子                                   | ロイヤル・スコッツ・グレイズ連隊 – (王族)                       | Prince Edward                           | 1935         | 存命 | 1993年6月11日  |
| ピーター・イング                                           | グリーン・ハワーズ連隊                                          | Peter Inge                              | 1935         | 2022 | 1994年3月15日  |
| チャールズ3世                                              | ウェルシュガーズ連隊、海軍、空軍 – (王族)                       | Charles, Prince of Wales                | 1948         | 存命 | 2012年6月16日  |
| クレイギーバンクのガスリー男爵チャールズ・ガスリー         | ウェルシュガーズ連隊                                            | Charles Guthrie                         | 1938         | 存命 | 2012年6月16日  |
| アルドリンガムのウォーカー男爵マイケル・ウォーカー         | ロイヤル・アングリアン連隊                                      | Michael Walker                          | 1944         | 存命 | 2014年6月13日  |